# Liga Deportiva de Mariano Roque Alonso
La Liga Deportiva Mariano Roque Alonso es la institución que se encarga de la promoción, organización y reglamentación de las competiciones de alto rendimiento del fútbol realizadas en la ciudad de Mariano Roque Alonso. Está afiliada a la Federación de Fútbol del Undécimo Departamento Central y esta a su vez a la Unión del Fútbol del Interior.
Tiene a su cargo el desarrollo del torneo interno de mayores y juveniles de los clubes afiliados a la misma, así como la representación de la entidad, a través de la Selección de Mariano Roque Alonso.

## Equipos participantes
La liga no solamente aglutina equipos de la ciudad, sino que también a equipos de Loma Pytá como es el caso del club 24 de Junio (Actualmente no compite) y el Club General Artigas. Además, equipos como el Club Pilcomayo y el Deportivo Humaitá, actualmente en la Asociación Paraguaya de Fútbol, participaron y fueron protagonistas de la liga.
Actualmente compiten 8 equipos, de diversos barrios de la ciudad.
| Nombre                             | Sede                | Fundación  |
| ---------------------------------- | ------------------- | ---------- |
| 9 de Junio Foot Ball Club          | Barrio Central      | 30/08/1923 |
| Club 29 de Setiembre               | Barrio San Ramón    | 15/02/1950 |
| Club Atlético Maká                 | Comunidad Maká      | 03/01/1986 |
| Club Sportivo Mariano Roque Alonso | Barrio San Luis     | 26/07/1950 |
| Atlético Porvenir Foot Ball Club   | Barrio Arecayá      | 27/07/1939 |
| Universo Foot Ball Club            | Barrio Universo     | 12/06/1932 |
| General Artigas Foot Ball Club     | Loma Pytá, Asunción | 19/04/1927 |
| Primavera Foot Ball Club           | Barrio Ka'aguy Kupe | 22/09/1945 |

### Equipos históricos
| Nombre                 | Sede                |
| ---------------------- | ------------------- |
| Club Pilcomayo FBC     | Barrio La Asunción  |
| Deportivo Humaitá FBC  | Barrio Corumba Cue  |
| Club 24 de Junio       | Loma Pytá, Asunción |
| Club Atlético Juventud | Loma Pytá, Asunción |

## Palmarés
| Año  | Campeón                          | N° de título |
| 1950 | Sportivo Mariano Roque Alonso    | 1            |
| 1951 | Se anuló                         | x            |
| 1952 | Sportivo Mariano Roque Alonso    | 2            |
| 1953 | Club Pilcomayo FBC               | 1            |
| 1954 | Primavera FBC                    | 1            |
| 1955 | Primavera FBC                    | 2            |
| 1956 | Club Pilcomayo FBC               | 2            |
| 1957 | Deportivo Humaitá FBC            | 1            |
| 1958 | Sportivo Mariano Roque Alonso    | 3            |
| 1959 | Primavera FBC                    | 3            |
| 1960 | Sportivo Mariano Roque Alonso    | 4            |
| 1961 | General Artigas Foot Ball Club   | 1            |
| 1962 | Club 29 de Setiembre             | 1            |
| 1963 | Deportivo Humaitá FBC            | 2            |
| 1964 | Deportivo Humaitá FBC            | 3            |
| 1965 | General Artigas Foot Ball Club   | 2            |
| 1966 | Deportivo Humaitá FBC            | 4            |
| 1967 | Club Pilcomayo FBC               | 3            |
| 1968 | Club Pilcomayo FBC               | 4            |
| 1969 | Club Pilcomayo FBC               | 5            |
| 1970 | Club Pilcomayo FBC               | 6            |
| 1971 | Club Pilcomayo FBC               | 7            |
| 1972 | Primavera FBC                    | 4            |
| 1973 | 9 de Junio Foot Ball Club        | 1            |
| 1974 | Deportivo Humaitá FBC            | 5            |
| 1975 | Deportivo Humaitá FBC            | 6            |
| 1976 | Deportivo Humaitá FBC            | 7            |
| 1977 | Universo Foot Ball Club          | 1            |
| 1978 | Deportivo Humaitá FBC            | 8            |
| 1979 | Club 24 de Junio                 | 1            |
| 1980 | Club Pilcomayo FBC               | 8            |
| 1981 | Deportivo Humaitá FBC            | 9            |
| 1982 | Deportivo Humaitá FBC            | 10           |
| 1983 | Sportivo Mariano Roque Alonso    | 5            |
| 1984 | Deportivo Humaitá FBC            | 11           |
| 1985 | Deportivo Humaitá FBC            | 12           |
| 1986 | Atlético Porvenir Foot Ball Club | 1            |
| 1987 | Atlético Porvenir Foot Ball Club | 2            |
| 1988 | Atlético Porvenir Foot Ball Club | 3            |
| 1989 | Sportivo Mariano Roque Alonso    | 6            |
| 1990 | Atlético Porvenir Foot Ball Club | 4            |
| 1991 | Atlético Porvenir Foot Ball Club | 5            |
| 1992 | Atlético Porvenir Foot Ball Club | 6            |
| 1993 | Atlético Porvenir Foot Ball Club | 7            |
| 1994 | 9 de Junio Foot Ball Club        | 2            |
| 1995 | 9 de Junio Foot Ball Club        | 3            |
| 1996 | 9 de Junio Foot Ball Club        | 4            |
| 1997 | Atlético Porvenir Foot Ball Club | 8            |
| 1998 | Atlético Porvenir Foot Ball Club | 9            |
| 1999 | General Artigas Foot Ball Club   | 3            |
| 2000 | 9 de Junio Foot Ball Club        | 5            |
| 2001 | Universo Foot Ball Club          | 2            |
| 2002 | Atlético Porvenir Foot Ball Club | 10           |
| 2003 | Universo Foot Ball Club          | 3            |
| 2004 | Universo Foot Ball Club          | 4            |
| 2005 | Atlético Porvenir Foot Ball Club | 11           |
| 2006 | Primavera FBC                    | 5            |
| 2007 | Universo Foot Ball Club          | 5            |
| 2008 | Primavera FBC                    | 6            |
| 2009 | Atlético Porvenir Foot Ball Club | 12           |
| 2010 | Primavera FBC                    | 7            |
| 2011 | 9 de Junio Foot Ball Club        | 6            |
| 2012 | 9 de Junio Foot Ball Club        | 7            |
| 2013 | Universo Foot Ball Club          | 6            |
| 2014 | Atlético Porvenir Foot Ball Club | 13           |
| 2015 | Primavera FBC                    | 8            |
| 2016 | Universo Foot Ball Club          | 7            |
| 2017 | Sportivo Mariano Roque Alonso    | 7            |
| 2018 | 9 de Junio Foot Ball Club        | 8            |
| 2019 | Atlético Porvenir Foot Ball Club | 14           |
| 2020 | No se disputó                    | x            |
| 2021 | General Artigas Foot Ball Club   | 4            |
| 2022 | Sportivo Mariano Roque Alonso    | 8            |
| 2023 | 9 de Junio Foot Ball Club        | 9            |

## Títulos por equipos
| N° | Equipo                           | Títulos | Años                                                                               |
| 1  | Atlético Porvenir Foot Ball Club | 14      | 1986, 1987, 1988, 1990, 1991, 1992, 1993, 1997, 1998, 2002, 2005, 2009, 2014, 2019 |
| 2  | Deportivo Humaitá FBC            | 12      | 1957, 1963, 1964, 1966, 1974, 1975, 1976, 1978, 1981, 1982, 1984, 1985             |
| 3  | 9 de Junio Foot Ball Club        | 9       | 1973, 1994, 1995, 1996, 2000, 2011, 2012, 2018, 2023                               |
| 3  | Primavera FBC                    | 9       | 1954, 1955, 1959, 1972, 2006, 2008, 2010, 2015,2024                                |
| 4  | Club Pilcomayo FBC               | 8       | 1953, 1956, 1967, 1968, 1969, 1970, 1971, 1980                                     |
| 4  | Sportivo Mariano Roque Alonso    | 8       | 1950, 1952, 1958, 1960, 1983, 1989, 2017, 2022                                     |
| 7  | Universo Foot Ball Club          | 7       | 1977, 2001, 2003, 2004, 2007, 2013, 2016                                           |
| 8  | General Artigas Foot Ball Club   | 4       | 1961, 1965, 1999, 2021                                                             |
| 9  | Club 24 de Junio                 | 1       | 1979                                                                               |
| 9  | Club 29 de Setiembre             | 1       | 1962                                                                               |